# Fritz Langner (Fußballspieler)
Fritz Langner (Lebensdaten unbekannt) war ein deutscher Fußballspieler.

## Karriere
Langner hat in Breslau Fußball gespielt; zunächst war er in der Bezirksklasse I Breslau, eine von vier – ab der Saison 1908/09 – eine von fünf vom Südostdeutschen Fußball-Verband organisierten Spielklassen, dann in der A-Klasse zum Einsatz gekommen. Mit dem VfR 1897 Breslau hatte er drei Jahre in Folge die Bezirksmeisterschaft gewonnen und infolgedessen auch dreimal an der Endrunde um die Südostdeutsche Meisterschaft teilgenommen.
Da am 17. April 1908 der FC Preussen 05 Kattowitz im Finale mit 5:2 bezwungen werden konnte, war seine Mannschaft zugleich Endrundenteilnehmer um die Deutsche Meisterschaft. Das Auftaktspiel am 3. Mai 1908 wurde sogleich mit 1:3 im Viertelfinale gegen den FC Wacker Leipzig verloren, obwohl er seine Mannschaft per Elfmeter mit 1:0 in der 38. Minute in Führung geschossen hatte.
Da er mit seiner Mannschaft am 14. März 1909 in Cottbus im Halbfinale der Südostdeutschen Meisterschaft mit 2:4 am SC Alemannia Cottbus gescheitert war, verpasste seine Mannschaft die erneute Teilnahme an der Endrunde um die Deutsche Meisterschaft.
Am 3. April 1910 hingegen wurde der FC Askania Forst mit 3:1 n. V. im Finale in Breslau bezwungen; somit war seine Mannschaft zugleich Endrundenteilnehmer um die Deutsche Meisterschaft. Das Auftaktspiel am 17. April 1910, in dem er torlos geblieben war, wurde mit 1:2 im Viertelfinale gegen den Rixdorfer FC Tasmania 1900 verloren, den Anschlusstreffer erzielte Herbert Mahn in der 90. Minute.

## Erfolge
- Viertelfinalist Deutsche Meisterschaft 1908, 1910
- Südostdeutscher Meister 1908, 1910
- Breslauer Meister 1908, 1909, 1910